# WWE Superstar Spectacle
Superstar Spectacle è stato un evento speciale di wrestling organizzato dalla WWE in esclusiva per il mercato indiano. L'evento si è svolto il 22 gennaio 2021 al Tropicana Field di Saint Petersburg (Florida) ed è stato trasmesso il 26 gennaio 2021 sul WWE Network.
A causa della pandemia di COVID-19, l'evento si è svolto con la sola presenza del personale autorizzato. L'evento è stato trasmesso inoltre dal Tropicana Field, dove, tramite una serie di pannelli a LED intorno all'arena, i fan da tutto il mondo potranno assistere in diretta all'evento tramite collegamento remoto.

## Risultati
| # | Incontri | Stipulazioni             |
| - | --- | ------------------------ |
| 1 | Finn Bálor ha sconfitto Guru Raaj                                                                                             | Single match             |
| 2 | Dilsher Shanky, Giant Zanjeer, Rey Mysterio e Ricochet hanno sconfitto Cesaro, Dolph Ziggler, King Corbin e Shinsuke Nakamura | Eight-man tag team match |
| 3 | AJ Styles (con Omos) ha sconfitto Jeet Rama                                                                                   | Single match             |
| 4 | Charlotte Flair e Sareena Sandhu hanno sconfitto Bayley e Natalya                                                             | Tag team match           |
| 5 | Drew McIntyre, Rinku Singh e Saurav Gurjar hanno sconfitto Jinder Mahal e The Bollywood Boyz                                  | Six-man tag team match   |